# Trimerotropis koebelei
Trimerotropis koebelei es una especie de saltamontes perteneciente a la familia Acrididae. Se encuentra en Norteamérica.